# Shiyan
Shiyan (chiń. 十堰市; pinyin Shíyàn Shì) – miasto o statusie prefektury miejskiej w środkowych Chinach, w prowincji Hubei, w dolinie rzeki Han Shui. W 2010 roku liczba mieszkańców miasta wynosiła 426 017. Prefektura miejska w 1999 roku liczyła 3 411 520 mieszkańców. Ośrodek produkcji samochodów ciężarowych i przemysłu spożywczego.

## Podział administracyjny
Prefektura miejska Shiyan podzielona jest na 8 jednostek administracyjnych:
- Miasto na prawach powiatu:
  - Danjiangkou (丹江口市)

- Dzielnice:
  - Maojian (茅箭区)
  - Zhangwan (张湾区)
  - Yunyang (郧阳区)

- Powiaty:
  - Yunxi (郧西县)
  - Zhushan (竹山县)
  - Zhuxi (竹溪县)
  - Fang (房县)

| Mapa |
| --- |
| Maojian Zhangwan Yunyang Powiat · Yunxi Powiat · Zhushan Powiat · Zhuxi Powiat · Fang Danjiangkou · (miasto) |

## Miasta partnerskie
- Krajowa, Rumunia